# Banû Annaz
Les Banû `Annâz ou Annâzides forment une dynastie kurde dont le territoire se situe sur la frontière actuelle de l'Iran avec l'Irak, sur un territoire qui recouvre à peu de chose près celui de leurs prédécesseurs la dynastie kurde des Hasanwayhides.

## Le nom de la dynastie
Selon, l'historien arabe Ibn al-Athir, le nom de `Annâz dériverait de `anz (chèvre) et désignerait le propriétaire, le marchant ou l'éleveur de chèvres. Le persan Mostawfî et le kurde Charaf Khan donne le nom de Banû `Ayyâr c'est d'ailleurs la version préférée par les historiens kurdes contemporains. Cette opinion se base sur le fait que le mot arabe `ayyar (ajusté, conforme) se retrouverait en kurde et en persan et aurait été utilisé comme surnom par les Kurdes alors que ce n'est pas le cas du mot `anz, d'où le nom d'Ayyarides qu'on donne aussi à cette dynastie.

## Histoire
Abû al-Fath Muhammad est le fondateur de la dynastie et règne à Hulwân à partir de 990. Un conflit politique de vingt ans l'oppose à l'ouest aux arabes Banû Mazyad et aux kurdes Banû Oqayl auxquels il prend Dâqûq pendant un certain temps. Il part aussi en campagne contre Zahman ben Hendi seigneur de Khanaqin dont la famille est détruite en 999. À l'est il est en compétition avec les kurdes Hasanwayhides avec lesquels il a des liens matrimoniaux.
En 1006, l'hasanwayhide Abû an-Najm Badr, avec l'aide de Ali ibn Mazyad chef des Banû Mazyad, constitue une armée de 10 000 hommes. Abû al-Fath Muhammad est contraint de se réfugier auprès du vizir bouyide à Bagdad. Il conclut un traité avec Abû an-Najm Badr et se déclare de lui-même vassal des Hasanwahides.
Abû al-Fath Muhammad meurt en 1011. Son fils aîné Husâm ad-Dawla Fâris lui succède à Hulwân, le cadet Muhalhil lui succède au nord dans le Sharazor et le dernier Surkhâb au sud à Bandânjîn (Mandalî).
Le règne d'Husâm ad-Dawla Fâris, long de trente-six ans, est rempli de conflits internes et externes. Son territoire va subir des grands élargissements, il va atteindre Al-Hilla en Irak, et parfois se réduire à la portion congrue. Ce règne commence par attaquer le vizir bouyide Fakhr al-Mulk qui le bat et le contraint à se replier à Hulwân jusqu'à ce qu'un traité de réconciliation soit signé.
En 1014, l'Hasanwayhide Abû an-Najm Badr décède au cours d'une bataille. Le territoire des Hasanwayhides est conquis par les Banû Annâz. Sous leur suzeraineté, les successeurs de Abû an-Najm Badr continuent de défendre leurs frontières à l'est de Sarmâj jusqu'à l'arrivée des Seldjoukides.
En 1029, Husâm ad-Dawla Fâris parvient à vaincre le Bouyide Chams ad-Dawla et arrête l'avance des Turcs Seldjoukides après leur prise d'Hamadân et attaque Dinavâr et Asadabad (actuellement dans la province iranienne d'Hamadân). Il bat les Abû Oqayl et leur prend Dâqûq.
En 1038 et 1039, Husâm ad-Dawla Fâris prend Kermânchâh (Qirmachîn) il emprisonne son souverain kurde.
En 1040, son fils, Abû al-Fath, tente de prendre les territoires de son oncle Muhalhil. Il est vaincu et fait prisonnier. Muhalhil demande de l'aide au Kakouyide Abû Ja`far `Ala' ad-Dawla Muhammed qui règne alors sur Hamadân et qui en profite pour prendre Dinavar, Kermânchâh et d'autres régions. Les relations entre Abû al-Chawk et Muhalhil s'améliorent après l'intervention de l'émir bouyide of Jalâl ad-Dawla Chirzîl. Muhalhil persiste dans son refus de libérer Abû al-Fath ce qui entraîne la répétition des évènements de 1040. Muhalhil provoque de grands dommages à la ville de Senna (Sanandaj) et d'autres régions du territoire de son frère. Il ne parvient pas à récupérer son fils qui meurt en captivité.
En 1045, Tuğrul Bey envoie son demi-frère, Ibrâhîm Yenâl, faire campagne vers l'ouest pour prendre les territoires des `Annâzides. Le gouverneur kurde d'Hamadân s'enfuit à son approche et Abû al-Chawk se replie de Dinavâr vers Kermânchâh puis de là vers la citadelle de Sîrwân sur la Diyâlâ. Les `Annâzides sont dans l'incapacité d'arrêter les Turcs. Les Seldjoukides prennent Hulwân et Khânaqîn. Abû al-Chawk meurt dans la citadelle de Sîrwân en avril 1046. Ses descendants se regroupent autour de leur oncle Muhalhil.
Les querelles entre les chefs `Annâzides se poursuivent néanmoins. Un fils d'Husâm ad-Dawla Fâris, Sa`da s'allie avec le demi-frère de Tuğrul Bey, Ibrâhîm Yenâl contre son oncle Muhalhil. Yenâl prend Hulwân au nom de l'Hasanwayhide Tâhir ben Hilâl. Sa`da fait prisonnier son oncle. Badr le fils de Muhalhil demande l'aide de Tuğrul Bey pour le libérer. Sa`da refuse de libérer son prisonnier et fait face aux attaques de Tuğrul Bey mais il doit s'allier au Bouyide du Fars Al-Malik ar-Rahîm Khusraw Fîrûz.
Le déclin des `Annâzides va durer pendant plusieurs générations. Ils sont mentionnés pour la dernière fois dans la seconde moitié du XIIe siècle lorsque Surkhâb ben Badr devient l'un des souverains du Lorestan que son fils Abû Mansûr a partagé en deux territoires.
La prospérité et le développement culturel de toutes ces régions ont souffert de l'instabilité de la dynastie des Banû `Annâz.

## La dynastie
```
└┬Annâz
 └1┬Abû al-Fath Muhammad ben `Annâz (991-1011) fonde la dynastie
   ├2┬Abû al-Chawk Husâm ad-Dawla Fâris ben Muhammad (1011-1046) à 
Hulwân

   │ ├─Abû al-Fath ben abî al-Chawk (tente de prendre les possessions de Muhalhil en 1040)
   │ └3─Sa`da ben Fâris (1046-1055)
   ├2┬Muhalhil ben Muhammad (1011-1055) dans la région de Sharazor
   │ └┬Badr ben Muhalhil
   │  └4┬Surkhâb ben Badr ben Muhalhil (1055-1107)
   │    └5─Abû Mansûr ben Surkhâb (1107- ?) 

   └2─Surkhâb ben Muhammad (1011-1046) à 
Bandanîjîn
 (
Mandalî
)
```